# کیتلین کیرنان
کیتلین کیرنان (انگلیسی: Caitlín R. Kiernan؛ زادهٔ ۲۶ مه ۱۹۶۴) یک دیرین‌شناس، و رمان‌نویس اهل ایالات متحده آمریکا است.

## اوایل زندگی
کیتلین کیرنان زاده دوبلین ایرلند است و در زمان کودکی به همراه مادرش به ایالات متحده مهاجرت کرد و بیشتر دوران کودکی خود را در لیدز، آلاباما گذراند. در همان دوران او به خزنده شناسی و دیرینه شناسی علاقه‌مند بود. زمان نوجوانی او به تراسویل، آلاباما مهاجرت کرد و در دوران دبیرستان به صورت دواطلبانه در موزه «رد مونتین» برمینگم در ایالت آلاباما فعالیت داشت. کیرنان در دانشگاه آلاباما در برمینگم و سپس در دانشگاه کلرادو در بولدر به تحصیل در رشته زمین‌شناسی و دیرینه شناسی مهره داران پرداخت. همچنین او پیش از آن که در سال ۱۹۹۲ به ادبیات داستانی روی آورد به تحصیل و آموزش در موزه مشغول بود.

## سبک نویسندگی
کیرنان در تارنگار خود در مورد سبک و گونه ادبیش گفته است که: من از این‌که به دیگران بگویم که سبک ادبی من وحشت نیست خسته شده‌ام. من خسته شده‌ام که این مسئله را به آنان می‌گویم ولی آنان یا گوش نمی‌دهند یا این گفته مرا باور نمی‌کنند. من هیچ‌گاه سعی نکرده‌ام کسی را فریب دهم. من گفته‌ام که به سبک گونه وحشت نمی‌نویسم. من میلیون‌ها میلیون بار این مسئله را مطرح کرده‌ام.

شهرت کیرنان پیش از هر چیزی مربوط به فعالیت در سبک خیال‌پردازی مرموز دوران معاصر است، به نحوی که بسیاری از منتقدان او را پیشرو این سبک در دوران معاصر دانسته و کارهای او را هم‌سنگ با برخی از آثار ادگار آلن پو و ادوارد پلانکت می‌دانند.

## زندگی شخصی

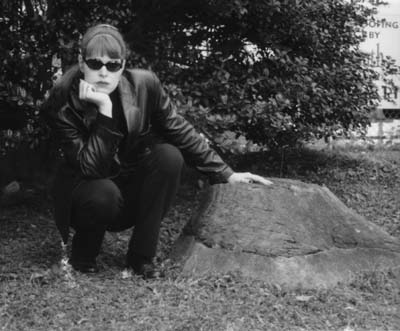
۲۰۰۱

کیرنان در بین سال‌های ۱۹۹۶–۹۷ در آتن جورجیا عضو گروه گاتیک راک «مرگ خواهر کوچک» بود. همچنین او نویسنده‌ای تراجنسیتی، همجنس‌گرا و خداناباور پاگانیسم است. او هم‌اکنون به همراه کاترین پولانک، عکاس و شریک جنسی‌اش در پراویدنس ایالات متحده زندگی می‌کند.

## افتخارات
- ۱۹۹۸: جایزه بین‌المللی گیلد، بخش نخستین رمان - کرم ابریشم
- ۲۰۰۱: جایزه بین‌المللی گیلد - سرحد
- ۲۰۱۲: جایزه برام استوکر - دختر غرق شده
- ۲۰۱۴: جایزه جهانی خیال‌پردازی، بهترین داستان کوتاه - نماز نود گربه